# 鉄崎幹人のWASABI
『鉄崎幹人のWASABI』（てつざきみきひとのワサビ）は、静岡放送（SBSラジオ）で月～木曜日に生放送されているラジオ番組。

## 概要
毎日が少し前向きに過ごせる、薬味のような番組がコンセプト。「働くあなたの引き立て役、つーんとした刺激をお届けするWASABI」という挨拶から始まる番組。

## パーソナリティー
特記事項のないパーソナリティは、全員SBSアナウンサー。

### 現在のパーソナリティー
- 鉄崎幹人（タレント）
- 高田愛弓 - 月曜・火曜パートナー（2025年3月31日〜）[2]
- 重長智子 - 水曜パートナー（2025年4月2日〜）
- 内野菜美 - 木曜パートナー（2024年4月3日〜[3]、キャスタードライバー）[4]

### 過去のパーソナリティー
- 太田明里 - 木曜アシスタント（2024年4月4日〜2025年3月27日、元キャスタードライバー[5]）[6]

- 堀葵衣 - 月曜・火曜パートナー（2022年4月4日[7]〜2025年3月25日）[8]

- 山﨑加奈（フリーアナウンサー[9]）- 水曜・木曜パートナー（2020年4月1日〜2024年2月29日）[10]

- 大槻有沙（フリーアナウンサー[11]）- 月曜・火曜パートナー（2017年4月3日〜2022年2月1日）

- 内山絵里加（フリーアナウンサー[12]）- 水曜・木曜パートナー（2019年10月2日〜2020年3月26日）[13]

### ピンチヒッター
- 堀がリフレッシュ休暇の為
  - 青木隆太（2024年10月8日）
  - 高田愛弓（10月7日）
- 内野が体調不良の為
  - 太田明里（2024年7月24日、キャスタードライバー）
- 堀が夏休みの為
  - 松下晴輝（2024年7月16日）
  - 影島亜美（7月15日）
- 堀が取材の為
  - 水野涼子（2024年7月9日）
- 山﨑卒業の為、3月の水・木は日替わり
  - 青木隆太（2024年3月28日）
  - 井手春希（3月27日）
  - 影島亜美（3月20日・21日）
  - 水野涼子（3月14日）
  - 杉本真子（3月13日）
  - 松下晴輝（3月7日）
  - 近江由佳（3月6日）[14]
- 山﨑、堀がリフレッシュ休暇の為
  - 松下晴輝（2024年2月13日）
  - 影島亜美（2月12日）
  - 重長智子（2月8日）
  - 井手春希（2月7日）
- 山﨑が体調不良の為
  - 影島亜美（2023年7月26日・27日）
- 鉄崎のコロナ陽性の診断と体調不良からの発熱で大事をとって。堀は接触者として念の為。鉄崎は体調不良での番組欠席は初めて。
  - 山田門努、山﨑加奈（山田 タレント、2022年12月6日）
  - 山田門努（12月7日・8日）
  - 山田門努、鬼頭里枝（12月12日、鬼頭 フリーアナウンサー）
- 堀、山﨑が休みの為
  - 新城健太（2022年10月3日）
  - 滝澤悠希（10月4日）
  - 近江由佳（10月5日）
  - 影島亜美（10月6日）
- 大槻降板から堀就任までの間、水曜・木曜パートナーの山﨑に加え、下記の面々が「非常勤パートナー」として出演した。
  - 重長智子（2022年2月7日）
  - 山田門努（2月8日、タレント）
  - 新城健太（2月14日・3月3日）
  - 久保沙里菜（2月21日・22日、フリーアナウンサー[15]）
  - ジョカベル美羽（2月28日・3月1日・7日・8日 、モデル・タレント）
  - 桑原秀和（3月2日）[16]
  - 渡辺愛（3月14日、フリーキャスター[17]）
  - 水野涼子（3月15日）
  - 鬼頭里枝（3月21日・28日、フリーアナウンサー）
  - 井川絵美（3月22日、タレント）
  - 小沼みのり（3月29日、フリーアナウンサー）

## 放送時間
9:00 - 12:55（2022年3月28日〜）

### 過去の放送時間
- 10:00 - 13:55（2017年4月3日〜2020年3月26日）
- 9:00 - 12:35（2020年3月30日〜2022年3月24日）

## タイムテーブル

### 2022年3月28日～
- 09:00 - OP・受け売りなんですけど
- 09:23 - MiRAIにエール!
- 09:28 - クローズアップマイタウン
- 09:44 - メッセージ&ミュージック
- 09:54 - 交通情報
- 09:56 - 静岡新聞ニュース・天気予報
- 10:00 - ワサバイバル
- 10:14 - メッセージ&ミュージック
- 10:30 - ラジオショッピング
- 10:36 - Spice Scoopy
- 10:41 - メッセージ&ミュージック
- 10:54 - 交通情報
- 10:56 - 静岡新聞ニュース・天気予報
- 11:00 - テレフォン人生相談
- 11:20 - ジャパネットたかたラジオショッピング
- 11:27 - メッセージ
  - （第2・4火）防災プロジェクト Team Buddy
  - （第3火）家族葬のラビュー エンディングストーリー
  - 木:静岡県の未来を拓く! ものづくりカンパニー
- 11:44 - メッセージ
- 11:50 - ランチタイムミュージック
- 11:54 - 交通情報
- 11:56 - 静岡新聞ニュース・天気予報
- 12:00 - 午後のTEPPAN
  - 月：クローズアップ生き物
  - 火：俺ランキング
  - 水：お昼寄席
  - 木：とんでもWファイル
- 12:15 - メッセージ&ミュージック
- 12:23 - WASABI MUSIC SELECTION
- 12:45 - ラスト! オーダー
  - 月：葵衣の妄想リポート
  - 火：耳をすませば
  - 水：てちゅこの部屋
  - 木：Hey! Kana

12:55 - エンディング

### 2021年3月29日〜2022年3月25日
- 09:00 - OP・受け売りなんですけど
- 09:23 - 今日は何の日？
- 09:28 - クローズアップマイタウン
- 09:38 - ラジオショッピング
- 09:44 - メッセージ＆ミュージック
- 09:54 - 交通情報
- 09:56 - 静岡新聞ニュース・天気予報
- 10:00 - ワサバイバル
  - (第3 水) わした静岡プレゼンツ うちな〜へ めんそ〜れ
  - 木：みっくんの自腹で旅企画「静岡見聞録」
- 10:14 - メッセージ＆ミュージック
- 10:25 - 水：県庁ニュース　ふじのくに！
- 10:30 - ラジオショッピング
- 10:36 - S pice　Scoopy
- 10:41 - メッセージ＆ミュージック
- 10:54 - 交通情報
- 10:56 - 静岡新聞ニュース・天気予報
- 11:00 - テレフォン人生相談
- 11:20 - ジャパネットたかたラジオショッピング
- 11:27 - メッセージ
- 11:34 -（第２・４火）防災プロジェクト　Team　Buudy
  - 木：静岡県の未来を拓く！ものづくりカンパニー
- 11:44 - メッセージ
- 11:50 - ランチタイムミュージック
- 11:54 - 交通情報
- 11:56 - 静岡新聞ニュース・天気予報
- 12:00 - 午後のTEPPAN
  - 月：クローズアップ生物
  - 火：俺ランキング
  - 水：お昼寄席
  - 木：とんでもWファイル
- 12:11 - メッセージ＆ミュージック
- 12:24 - ラストオーダー
  - 月：スマホチェック！（2022年2月7日〜3月28日）
  - 月：教えて！大槻先生（〜2022年1月31日）
  - 火：耳をすませば
  - 水：てちゅこの部屋（Twitterアンケート）
  - 木：Hey！Kana
- 12:30 - エンディング

### 2020年10月5日〜2021年3月25日
- 9:00 - OP・受け売りなんですけど
- 9:23 - 今日は何の日？
- 9:28 - クローズアップマイタウン
- 9:38 - ラジオショッピング
- 9:44 - メッセージ＆ミュージック
- 9:54 - 交通情報
- 9:56 - 静岡新聞ニュース・天気予報
- 10:00 - 鉄は熱いうちに
  - 月：アリスタグラム
  - 火：男の偏差値
  - 水：行ってきますのチューよりも
  - (第3 水) わした静岡プレゼンツ うちな〜へ めんそ〜れ
  - 木：音楽食堂
- 10:14 - メッセージ＆ミュージック
- 10:25 - 水：県庁ニュース ふじのくに！
- 10:30 - ラジオショッピング
- 10:36 - Spice Scoopy
- 10:41 - メッセージ＆ミュージック
- 10:54 - 交通情報
- 10:56 - 静岡新聞ニュース・天気予報
- 11:00 - テレフォン人生相談
- 11:20 - ジャパネットたかたラジオショッピング
- 11:27 - メッセージ
- 11:34 - 第2 火：防災プロジェクト Team Buudy
  - 木：静岡県の未来を拓く！ものづくりカンパニー
- 11:44 - メッセージ
- 11:50 - ランチタイムミュージック
- 11:54 - 交通情報
- 11:56 - 静岡新聞ニュース・天気予報
- 12:00 - 午後のTEPPAN
  - 月：クローズアップ生物
  - 火：俺ランキング
  - 水：お昼寄席
  - 木：とんでもWファイル
- 12:11 - メッセージ＆ミュージック
- 12:24 - 鉄分補給
  - 月：アリー大槻の気まぐれタロット占い
  - 火：耳をすませば
  - 水：やまかなの自由研究〜これやってみようカナ〜
  - 木：てちゅこの部屋
- 12:30 - エンディング

### 〜2020年3月26日
- 10:00 - オープニング
- 10:25 - ラジオショッピング
  - (水)てっちゃんのセブンイレブンライフ
- 10:30 - (木)さわやかウォーキング
- 10:35 - (水3週)パパ・ママ聞いて！園児のホンネ
- 10:40 - Spice Scoopy
- 10:43 - メッセージ＆ミュージック
- 10:54 - 交通情報
- 10:56 - 静岡新聞ニュース・天気予報
- 11:00 - テレフォン人生相談
- 11:20 - ジャパネットたかたラジオショッピング
- 11:27 - メッセージ＆ミュージック
- 11:35 - (第2・4火)防災プロジェクト Team Buudy
  - (木3週)わした静岡店プレゼンツ うちな～へ めんそ～れ
- 11:50 - ランチタイムミュージック
- 11:55 - 静岡新聞ニュース・天気予報
- 12:00 - 受け売りなんですけど パート2
- 12:06 - 鉄は熱いうちに
- 12:30 - 全日本トラック協会Presents ドライバーズ・リクエスト
- 12:40 - WASABI MUSIC SELECTION
- 12:54 - 交通情報
- 12:56 - 静岡新聞ニュース・天気予報
- 13:00 - 午後のTEPPAN
- 13:15 - Afternoon Scoopy
  - (月4週)いいじゃんか! オイスカ高校!!
  - (木1 - 4週)トヨたカローラ静岡のスクーピーカフェ・スタイル
- 13:20 - ラジオショッピング
- 13:25 - メッセージ＆ミュージック
- 13:39 - 鉄分補給
- 13:49 - 交通情報
- 13:50 - エンディング

### 〜2018年3月29日
- 10:00 - オープニング
- 10:40 - Spice Scoopy

2017年11月11日〜2018年3月
「シズオカ ミチシルツアー」
- 10:54 - 交通情報
- 10:56 - 静岡新聞ニュース・天気予報
- 11:00 - テレフォン人生相談
- 11:50 - ランチタイムミュージック
- 11:55 - 静岡新聞ニュース・天気予報
- 12:06 - 鉄は熱いうちに
  - 月：メシロー
  - 火：男の偏差値
  - 水：行ってきますのチューよりも
  - 木：鉄崎家の風景
- 12:40 - WASABI MUSIC SELECTION
- 12:54 - 交通情報
- 12:56 - 静岡新聞ニュース・天気予報
- 13:00 - 午後のTEPPAN
  - 月：クローズアップ生き物
  - 火：音楽食堂
  - 水：お昼寄席
  - 木：ミューシネマパラダイス
- 13:39 - 鉄分補給
  - 月：奥様の細道
  - 火：リーマンショック！
  - 水：ロマンチックがとまらない
  - 木：Twitterアンケート
- 13:50 - エンディング

## コーナー

### 12:00 -「俺ランキング」
- 2022年4月5日「アガるEDM」
  - 3位：Booyah／Showtek
  - 2位：Bad ft. Vassy／David Guetta & Showtek
  - 1位： Let's Get Ridiculous／Redfoo
- 3月29日「俺が選ぶ最強女子」
  - 3位：浜崎朱加
  - 2位：神取忍
  - 1位：吉田沙保里
- 3月22日「90年代、絵美[注釈 1]の青春ヒットソング」
  - 3位：アジアの純真／PUFFY
  - 2位：CAN YOU CELEBRATE？／安室奈美恵
  - 1位：Time goes by／Every Little Thing
- 3月15日「思い出の海外旅行」
  - 3位：フランス
  - 2位：シンガポール
  - 1位：香港（プロポーズした思い出の地）
- 3月8日「フラメンコギタリスト」
  - 3位：tres notas para decir te quiero／ビセンテ・アミーゴ
  - 2位：パセオ・デ・ロス・カスターニョス／トマティート
  - 1位：Almoraima／パコ・デ・ルシア
- 3月1日「ラテン音楽」
  - 3位：ランバダ／カオマ
  - 2位：マシュ・ケ・ナダ／セルジオ・メンデス
  - 1位：コンドルが飛んでいく／サイモン&ガーファンクル
- 2月22日「宗教と映画」
  - 3位：セブン・イヤーズ・イン・チベット
  - 2位：最後の誘惑
  - 1位：ファウダ -報復の連鎖-
- 2月8日「筋トレにおすすめの曲」
  - 3位：SLEEP NOW IN THE FIRE／Rage Against the Machine
  - 2位：ENDORRPHIN MACHINE／プリンス
  - 1位：IT'S MY LIFE／Bon Jovi
  - 番外編：BAD／David Guetta & Showtek
- 2月1日「鉄崎さんから大槻ちゃんに送りたい曲（洋楽から）」
  - 3位：Don't Dream It's Over／Sixpence None the Richer
  - 2位：Good Riddance／Green Day
  - 1位：Fight Song／Rachel Platten
- 1月25日「俺の好きな冬歌～昭和編～」
  - 3位：悲しみは雪のように／浜田省吾
  - 2位：木枯らしにだかれて／小泉今日子
  - 1位：さらばシベリア鉄道／大瀧詠一
- 1月18日「追悼 水島新司 漫画」
  - 3位：ドカベン
  - 2位：あぶさん
  - 1位：野球狂のうた
- 1月11日「今年ブレイクしてほしい芸人」
  - 3位：男性ブランコ
  - 2位：ニッポンの社長
  - 1位：金属バット
- 1月4日「俺が好きな虎がつく歌」
  - 3位：タイガー&ドラゴン／クレイジーケンバンド
  - 2位：アイ・オブ・ザ・タイガー／サバイバー
  - 1位：タイガーマスクのテーマ
- 2021年12月28日「2021 俺の流行」
  - 3位：アヒージョ
  - 2位：ファイヤースターター
  - 1位：山梨
- 12月21日「スコッチに合う曲」
  - 3位：SHE／エルヴィス・コステロ
  - 2位：Back to Black／エイミー・ワインハウス
  - 1位：Shape Of My Heart／スティング

### 12:06 -「鉄は熱いうちに」
聴いただけでちょっと得するお昼の情報コーナー
- (月)午後からの仕事の活力につながる男飯を紹介「メシロー」
- (火)様々なジャンルの男磨き情報をお届け「男の偏差値」
- (水)男と女の疑問・お悩み解消法「行ってきますのチューよりも」。
- (木)部下やこどもたちの流行を、お父さん世代にちょっとだけアドバイス「鉄崎家の風景」

### 13:00 -「午後のTEPPAN」
鉄崎幹人が、愛してやまないものについて語り尽くす
- (月)生物や植物、自然、農業などにスポットを！「クローズアップ生き物」
- (火)擦り切れるほどに聞き込んだ音楽を紹介「音楽食堂」
- (水)「お昼寄席」
- (木)俺的映画紹介「ミューシネマパラダイス」

### 13:39 -「鉄分補給」
あなたの思いや経験がみんなのミネラルになる！リスナー投稿コーナー
- (月)心と体の緊張をほぐす「おっさんずヨガ」
- (火)あなたの疑問・主義・主張を判定する「なんでも判定団！」
- (水)決して色褪せることがないあの時のときめきを紹介する「ロマンチックが止まらない」
- (木)54歳にして初めての人間ドック体験「みっくんドキドキ人間ドック」